# Raffaele Rossetti

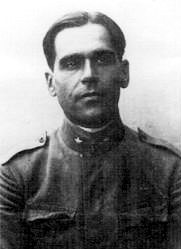
Raffaele Rossetti während des Ersten Weltkrieges

Raffaele Giovanni Rossetti (* 12. Juli 1881 in Genua; † 24. Dezember 1951 in Mailand) war ein italienischer Marineingenieur, Marineoffizier im Ersten Weltkrieg und Politiker.

## Leben

### Universität und militärische Laufbahn
Raffaele Rossetti studierte an der königlichen Schule für Ingenieurswesen in Turin, dem späteren Polytechnikum, Arbeitsingenieurwesen, das er 1904 erfolgreich abschloss.
Er wurde in die Marineakademie in Livorno aufgenommen und im November 1904 zum Oberleutnant im aktiven Dienst des Schiffsingenieurkorps (italienisch Genio Navale), dem technischen Korps der italienischen Marine, befördert.
Im Dezember 1906 schloss er einen weiteren spezialisierenden Studiengang in Schiffsingenieurswesen und Mechanik am Polytechnikum in Mailand ab. Noch im gleichen Monat wurde er in die Direktion für Schiffsneubauten der Marinebasis Tarent abberufen. Am 1. August 1908 erfolgte dort seine Beförderung zum Hauptmann des Genio Navale.
Vom Mai 1909 bis November 1910 tat er Dienst auf dem Linienschiff Regina Elena der Regia Marina. Anschließend bis März 1912 auf dem Panzerkreuzer Pisa. Im gleichen Monat wechselte er auf das als Schiffswerkstatt eingesetzte Hilfsschiff Vulcano, auf dem er vier Monate lang bis Juli 1912 verblieb.
Rossetti nahm am italienisch-türkischen Krieg in Libyen auf dem Panzerkreuzer Pisa teil. Von April 1915 bis Mai 1917 befand er sich in der technischen Dienststelle der Regia Maina in Genua und wurde anschließend in die Direktion für Schiffsneubauten der Marinebasis La Spezia abbestellt und am 16. Juni 1917 zum Major befördert.

### Projekt „Mignatta“
Im November 1915 legte er ein erstes Projekt vor, mit dem er mit Hilfe eines umgebauten Torpedos in feindliche Häfen eindringen wollte, um Sabotageaktionen gegen dort liegende Schiffe vorzunehmen. Aber erst im Oktober 1916 erhielt er grünes Licht für die ersten Testversuche. Von Juni 1917 bis März 1918 arbeitete er in der Marinebasis La Spezia fieberhaft an dem Projekt. Im März 1918 legte er dem Kommandeur der Marinebasis in La Spezia, Umberto Cagni, seine vielversprechenden Testergebnisse vor. Daraufhin bekam er vom Admiralsstabchef Paolo Thaon di Revel den Auftrag einen Prototyp zu fertigen. Rossetti hatte dabei stets unterstrichen, dass nur er selbst für einen eventuellen Feindeinsatz in Frage käme. Im Juli 1918 waren zwei Prototypen der Mignatta im Arsenal in Venedig fertiggestellt.

### Unternehmen Pola

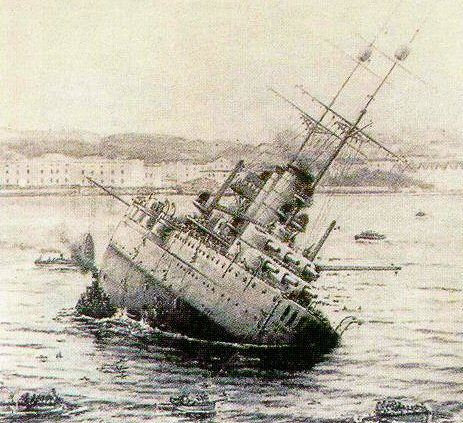
Die Viribus Unitis mit deutlicher Schlagseite nach der Explosion der von Rossetti angebrachten Sprengladung

In der Nacht vom 31. Oktober auf den 1. November 1918 führte Rossetti zusammen mit Oberleutnant Raffaele Paolucci einen Angriff auf den österreichisch-ungarischen Flottenstützpunkt Pola durch. Mit Hilfe des von Rossetti entwickelten Torpedos konnten sich die beiden unbemerkt der in Pola vor Anker liegenden Viribus Unitis nähern und Rossetti eine der beiden mitgeführten Haftminen am Schlachtschiff anbringen, bevor die beiden Offiziere bemerkt wurden. Als sie bei Morgengrauen an Bord der Viribus Unitis gebracht worden waren, erfuhren sie, dass das Schiff am Abend zuvor dem neuen Staat der Slowenen, Kroaten und Serben übergeben worden war. Daraufhin entschieden sie sich auf die baldige mit einem Zeitzünder geregelte Explosion hinzuweisen, woraufhin das Schlachtschiff von der Besatzung verlassen wurde. Als nach Ablauf der von beiden angegebenen Zeit keine Explosion erfolgte, gab der Kapitän der Viribus Unitis Janko Vuković-Podkapelski den Befehl das Schiff wieder zu besetzen. Kurze Zeit darauf explodierte jedoch die Sprengladung und innerhalb kurzer Zeit versank das einstige Flaggschiff der österreichisch-ungarischen Marine. Zuvor versank noch das in der Nähe liegende Dampfschiff Wien, unter dem sich der mit einem Selbstauslöser ausgerüstete Torpedo, den Rossetti und Paolucci vor ihrer Gefangennahme noch aktivieren konnten, im Meerboden festfuhr und dann explodierte.
Wenige Tage danach war der Krieg beendet und die beiden Offiziere wurden aus ihrer Kriegsgefangenschaft befreit. Für das Unternehmen Pola wurde Rossetti mit der Tapferkeitsmedaille in Gold ausgezeichnet. Nach Ende des Krieges entwickelte sich ein Streit zwischen Rossetti und Costanzo Ciano, Rossettis Vorgesetzter in Venedig und Vater von Galeazzo Ciano, der Ansprüche auf die Urheberschaft des Projektes Mignatta erhob, um damit Anteile auf die Versenkungsprämie der Viribus Unitis von 1.300.000 Lire zu beanspruchen. Erst nach monatelangen Briefwechsel mit dem Admiralsstab gelang es Rossetti seine Urheberschaft außer Diskussion zu stellen. Dieser Disput ließ aber in ihm den Entschluss reifen, 1919 seinen Abschied vom Militär zu nehmen.

### Antifaschist
Mit Aufkommen des Faschismus trat Rossetti der Republikanischen Partei bei und gründete 1922 zusammen mit Giovanni Conti, Randolfo Pacciardi, Fernando Schiavetti und Cino Macrelli die antifaschistische Bewegung L’Italia libera (deutsch: Freies Italien). Anfang 1925 veröffentlichte er seine Erinnerungen zur Versenkung der Viribus Unitis. Die Druckerei, in der das Werk gedruckt wurde, war Ziel eines von Faschisten ausgeführten Brandanschlages, dabei verbrannte auch ein Großteil der Auflage. Am 13. Juni 1925 wurde er bei einer Solidaritätsveranstaltung für den verhafteten Dissidenten Gaetano Salvemini von Schwarzhemden zusammengeschlagen und musste ins Krankenhaus eingeliefert werden. Daraufhin ging er nach Frankreich ins Exil und arbeitete dort als Schriftsetzer. Eine im September 1925 in Druck gegebene zweite Auflage seines Buches war in der Zwischenzeit beschlagnahmt worden.
1930 wurde er auf Betreiben von Carlo Rosselli, Emilio Lussu, Alberto Tarchiani und Alberto Cianca führendes Mitglied der in Paris ansässigen antifaschistischen Widerstandsbewegung Giustizia e Libertà, der er allerdings nach kurzer Zeit im Disput den Rücken zukehrte, da man ihn bei der Vorbereitung des Abwurfs antifaschistischer Flugblätter über Mailand durch Giovanni Bassanesi aus unverständlichen Gründen ausgeschlossen hatte. Daraufhin gründete er zusammen mit Cipriano Facchinetti die Untergrundbewegung La Giovane Italia (deutsch Junges Italien).
Der Bruch mit der Bewegung Giustizia e Libertà war so tief, dass er sich beim vierten Exilparteikongress der Republikaner in Saint-Louis im März 1932 als Gegenkandidat zum von der Republikanischen Partei angestrebten antifaschistischen Bündnis mit anderen Widerstandsgruppen, darunter die ebenfalls im Exil tätige Sozialistische Partei Italiens aufstellen ließ. Der von Rossetti angeführte Parteiflügel, dem sich der äußerste linke Flügel unter Fernando Schiavetti anschloss, erhielt die meisten Stimmen und Rossetti wurde zum Parteisekretär der Republikanischen Partei Italiens gewählt. Dieses Amt führte er bis zum nächsten Parteikongress im April 1933 aus.
Während des Spanischen Bürgerkrieges ging er nach Barcelona und arbeitete dort als Sprecher in einem antifaschistischen Radiosender, was ihm die Aberkennung seiner für die Versenkung der Viribus Unitis verliehenen Goldenen Tapferkeitsmedaille durch die Faschisten einbrachte, die ihm erst nach dem Zweiten Weltkrieg wieder zuerkannt wurde.
In der Nachkriegszeit füllte er keine politischen Ämter mehr aus. Raffele Rossetti verstarb 1951 in Mailand. Seine letzte Ruhestätte fand er auf dem Friedhof von Zoagli in Ligurien.

## Sonstiges
Nach ihm ist die technische Hilfsschiffsklasse Rossetti der italienischen Marine benannt, darunter trägt die A5315 seinen Namen.